# Meriem Amellal
Meriem Amellal Lalmas,,, connue sous le nom de Meriem Amellal,, née le 15 février 1979 à Alger, est une journaliste et présentatrice algérienne et française. Elle travaille pour la chaîne d'information continue France 24, où elle est en charge, et présente le Journal de l'Afrique, et Express Orient. Elle a présenté les journaux télévisés.

## Biographie
Meriem Amellal est née à Alger, où elle a vécu jusqu'à l'âge de 16 ans. Arrivée en France en 1995, elle obtient son baccalauréat littéraire en 1997, et est admise à l'université Charles-de-Gaulle (Lille III), en maîtrise d'anglais, spécialité "histoire du conflit en Irlande du Nord". Par la suite, elle passe avec succès, en 2003, le concours d'admission à l'École supérieure de journalisme de Lille, spécialité télévision, d'où elle sort diplômée en 2005.
Elle acquiert la nationalité française par naturalisation le 7 avril 2006.
Elle n'est pas la sœur de Karim Amellal  comme il est régulièrement mentionné dans de nombreux articles de presse, et n'a aucun lien de parenté avec lui.

## Carrière
Meriem Amellal est d'abord journaliste pour la presse écrite à El Watan et Liberté avant de rejoindre Al Jazeera à I-Télé (CNews actuellement), pendant une année. Parlant le français, l'anglais, l'arabe, ayant des notions de farsi, et ayant travaillé dans les trois langues[réf. souhaitée], elle rejoint France 24 en 2006, réalise des reportages, traduit dans les trois langues, présente les journaux, des émissions, pour devenir journaliste présentatrice de l'émission Moyen-Orient. En parallèle, elle devient journaliste présentatrice responsable du Journal de l'Afrique.
Elle est sollicitée dans de multiples émissions pour son expertise sur le Maghreb, l'Afrique et le Moyen-Orient. Elle est régulièrement invitée dans l'émission 28 minutes de la chaîne ARTE, présentée par  Renaud Dély, et souvent invitée dans l'émission C dans l'air, présentée par Caroline Roux. Durant la saison 2019-2020, elle est chroniqueuse, chaque dimanche, dans l'émission C politique, sur France 5.[réf. souhaitée]
Pendant ses études, elle a travaillé en qualité de stagiaire, en presse écrite en Algérie, lors de ses vacances universitaires, au sein d'Al-Watan, Liberté, Jeune Indépendant.[réf. nécessaire]